# Jens Gielstrup
Jens Gielstrup (7. august 1917 i København – 23. august 1943) var dansk journalist og forfatter.
Efter sin studentereksamen fra Østersøgades Gymnasium i 1935, blev han uddannet som journalist på B.T.. I april 1939 udkom den anmelderroste debutroman "Kys til højre og venstre" som vinder af H.C. Andersens Mindemedalje, og kort efter blev Gielstrup ansat som journalist på Politiken. I efteråret 1939 udkom hans anden roman "Det gode Hjerte", og i begyndelsen af 1940 blev han sendt til London som korrespondent. Året efter optaget i Royal Air Force, men dræbt i luftkamp som Spitfire-pilot. Indtil 2012 troede man, at han faldt i kamp over den Engelske Kanal, men arkivstudier af engelske og tyske militærrapporter viste, at nedskydningen skete i kamp i Nordsøen ud for den hollandske kyst.
I midten af 1960'erne genopdages Gielstrups forfatterskab, begge romaner genudsendes og debutromanen filmatiseres i 1969 af Ole Roos med manuskript af Leif Panduro. I 1966 konkluderer forfatteren Anders Bodelsen i litteraturværket "Danske digtere i det 20. århundrede", at Jens Gielstrup "skulle være blevet en af vores store digtere"..

## Priser
1939: H.C. Andersens Mindemedalje